# James Ward (tennis)
Pour les articles homonymes, voir James Ward et Ward.
James Ward, né le 9 février 1987 à Londres, est un joueur de tennis britannique, professionnel depuis 2006.

## Carrière
Fils d'un chauffeur de taxi, il commence le tennis à 11 ans et passe quatre ans à l'Equelite Juan Carlos Ferrero Academy à Villena près de Valence. Il fait ses débuts professionnels sur le circuit Future en Espagne. Il y remporte par ailleurs le premier de ses cinq titres dans cette catégorie en juillet 2008. En 2009, il remporte son premier match dans un tournoi ATP à Eastbourne en battant Victor Crivoi (6-1, 6-3). L'année suivante, il y atteint les quarts de finale en éliminant la tête de série no 1, Feliciano López (6-3, 5-4, ab.).
C'est en 2011 qu'il se révèle grâce à sa demi-finale au tournoi du Queen's. Il élimine tout d'abord son compatriote Daniel Cox (6-3, 6-1), puis les têtes de série no 4, Stanislas Wawrinka (7-63, 6-3) et no 13, Sam Querrey (3-6, 6-3, 6-4) et enfin Adrian Mannarino (6-2, 6-714, 6-4) avant de s'incliner contre Jo-Wilfried Tsonga (6-3, 7-67). Il s'agissait d'ailleurs de la première fois de l'ère Open que deux joueurs britanniques participent aux demi-finales d'un même tournoi.
Il a remporté 4 tournois Challenger en simple, en 2009 à Sarasota (aucun britannique n'avait gagné de tournoi sur terre battue depuis 15 ans), en 2011 à Vancouver, en 2013 à Lexington et en 2015 à Bangalore.
En 2015, il atteint le troisième tour du tournoi de Wimbledon en battant Luca Vanni et Jiří Veselý mais s'y incline face à Vasek Pospisil.

### Coupe Davis
John Lloyd, le capitaine de l'équipe de Grande-Bretagne de Coupe Davis, organise à Roehampton en février 2009 une compétition pour sélectionner deux joueurs afin de compléter avec Andy Murray l'équipe qui affrontera l'Ukraine. James Ward perd son match contre Chris Eaton 6-3, 6-2, 6-7, 2-6, 21-19 après 6 heures et 40 minutes. Ce match fut avant la rencontre Isner - Mahut du tournoi de Wimbledon 2010 le match non officiel le plus long du tennis professionnel tout niveau confondu ; sur le circuit principal c'est le match Clément - Santoro du tournoi de Roland-Garros 2004 de 6 heures 35 minutes qui détenait le record.
James Ward joue avec l'équipe de Grande-Bretagne de Coupe Davis depuis 2010 (il débute lors d'une rencontre du Groupe II contre la Lituanie). En janvier 2014, il est sélectionné pour jouer le 1er tour de la Coupe Davis face aux États-Unis. Alors qu'il est seulement 175e au classement ATP, il affronte Sam Querrey, 49e mondial, pour le second match de la rencontre, et il gagne en 5 sets, participant à la victoire de son équipe (3-1). Lors de l'édition 2015, il réédite la même performance : l'équipe britannique affronte encore les États-Unis dès le premier tour, et Ward, alors 111e mondial, remporte le deuxième match de la rencontre contre John Isner, 20e, en s'imposant 15-13 dans le 5e set. Il joue ensuite les quarts de finale. L'équipe remporte la finale face à la Belgique.

## Parcours dans les tournois duGrand Chelem

### En simple
| Année | Open d'Australie | Open d'Australie | Internationaux de France | Internationaux de France | Wimbledon       | Wimbledon        | US Open         | US Open         |
| ----- | ---------------- | ---------------- | ------------------------ | ------------------------ | --------------- | ---------------- | --------------- | --------------- |
| 2009  | —                | —                | —                        | —                        | 1er tour (1/64) | F. Verdasco      | —               | —               |
| 2010  | —                | —                | —                        | —                        | —               | —                | —               | —               |
| 2011  | —                | —                | —                        | —                        | 1er tour (1/64) | Michaël Llodra   | —               | —               |
| 2012  | 1er tour (1/64)  | Blaž Kavčič      | —                        | —                        | 2e tour (1/32)  | Mardy Fish       | —               | —               |
| 2013  | —                | —                | —                        | —                        | 1er tour (1/64) | Lu Yen-hsun      | —               | —               |
| 2014  | —                | —                | 1er tour (1/64)          | Tommy Robredo            | 1er tour (1/64) | Mikhail Youzhny  | —               | —               |
| 2015  | 1er tour (1/64)  | F. Verdasco      | —                        | —                        | 3e tour (1/16)  | Vasek Pospisil   | 1er tour (1/64) | Thomaz Bellucci |
| 2016  | —                | —                | —                        | —                        | 1er tour (1/64) | Novak Djokovic   | —               | —               |
| 2017  | —                | —                | —                        | —                        | 1er tour (1/64) | Márcos Baghdatís | —               | —               |
| 2019  | —                | —                | —                        | —                        | 1er tour (1/64) | N. Basilashvili  | —               | —               |

N.B. : à droite du résultat se trouve le nom de l'ultime adversaire.

### En double
| Année | Open d'Australie | Open d'Australie | Internationaux de France | Internationaux de France | Wimbledon                     | Wimbledon                     | US Open | US Open |
| ----- | ---------------- | ---------------- | ------------------------ | ------------------------ | ----------------------------- | ----------------------------- | ------- | ------- |
| 2009  | —                | —                | —                        | —                        | 2e tour (1/16) A. Bogdanovic  | B. Soares K. Ullyett          | —       | —       |
| 2010  | —                | —                | —                        | —                        | —                             | —                             | —       | —       |
| 2011  | —                | —                | —                        | —                        | 1er tour (1/32) D. Cox        | M. Kukushkin M. Russell       | —       | —       |
| 2012  | —                | —                | —                        | —                        | 1er tour (1/32) J. Goodall    | A.-U.-H. Qureshi J.-J. Rojer  | —       | —       |
| 2013  | —                | —                | —                        | —                        | —                             | —                             | —       | —       |
| 2014  | —                | —                | —                        | —                        | 1er tour (1/32) Daniel Evans  | Jamie Murray John Peers       | —       | —       |
| 2015  | —                | —                | —                        | —                        | 1er tour (1/32) M. Ebden      | T. Gabahvili Lu Yen-hsun      | —       | —       |
| 2016  | —                | —                | —                        | —                        | 1er tour (1/32) Kyle Edmund   | F. Delbonis D. Schwartzman    | —       | —       |
| 2019  | —                | —                | —                        | —                        | 1er tour (1/32) Jay Clarke    | Ken Skupski J.-P. Smith       | —       | —       |
| 2021  | —                | —                | —                        | —                        | 1er tour (1/32) Stuart Parker | Luke Bambridge Dominic Inglot | —       | —       |

N.B. : le nom du partenaire se trouve sous le résultat ; le nom des ultimes adversaires se trouve à droite.

### En double mixte
| Année | Open d'Australie | Open d'Australie | Internationaux de France | Internationaux de France | Wimbledon                  | Wimbledon                   | US Open | US Open |
| ----- | ---------------- | ---------------- | ------------------------ | ------------------------ | -------------------------- | --------------------------- | ------- | ------- |
| 2014  | —                | —                | —                        | —                        | 1er tour (1/32) Anna Smith | Zhang Shuai Nicholas Monroe | —       | —       |

N.B. : le nom de la partenaire se trouve sous le résultat ; le nom des ultimes adversaires se trouve à droite.

## Parcours dans lesMasters 1000
| Année | Indian Wells     | Miami | Monte-Carlo | Madrid | Rome | Canada | Cincinnati           | Shanghai             | Paris |
| ----- | ---------------- | ----- | ----------- | ------ | ---- | ------ | -------------------- | -------------------- | ----- |
| 2014  | 2e tour F. López | —     | —           | —      | —    | —      | 2e tour J. Benneteau | 1er tour K. Anderson | —     |

N.B. : sous le résultat se trouve le nom de l’ultime adversaire.

## Classements ATP en fin de saison
| Année          | 2005 | 2006 | 2007 | 2008 | 2009 | 2010 | 2011 | 2012 | 2013 | 2014 | 2015 | 2016 | 2017 | 2018 |
| Rang en simple | 1425 | 914  | 605  | 291  | 273  | 201  | 162  | 253  | 172  | 107  | 156  | 446  | 840  | 192  |
| Rang en double | -    | 981  | -    | 398  | 363  | 325  | 267  | 1170 | 737  | -    | -    | 1272 | -    | 1013 |

Source : (en) Classements de James Ward sur le site officiel de la Fédération internationale de tennis